# Château de la Bâtie d'Urfé
Pour les articles homonymes, voir Château de la Bâtie.
La Bâtie d'Urfé (ou Bastie d’Urfé) est un château du Forez, situé à Saint-Étienne-le-Molard, dans la Loire, en Auvergne-Rhône-Alpes.

## Présentation
Le site est ouvert aux visiteurs toute l'année, et participe aux actions nationales Nuit européenne des musées, Les Rendez-vous aux Jardins Journées européennes du Patrimoine. Il a été aménagé par Claude d'Urfé de 1547 à 1558 et occupé entre autres par un de ses petits-fils, Honoré d'Urfé, auteur de L'Astrée. La Bâtie ne doit pas être confondu avec le château d'Urfé, désormais surnommé « les Cornes d'Urfé » et situé à Champoly.

## Histoire
Une grange monastique installée sur les bords du Lignon par les moines du prieuré de Champdieu est à l’origine du domaine de la Bâtie au XIe siècle. La famille des seigneurs d’Urfé, descendue de sa forteresse montagnarde (désormais surnommée les « Cornes d’Urfé ») à Champoly, près de Saint-Just-en-Chevalet, s’installe à la Bâtie à partir du XIIIe siècle. La Bastie devient alors une maison forte avec pont-levis et fossés.

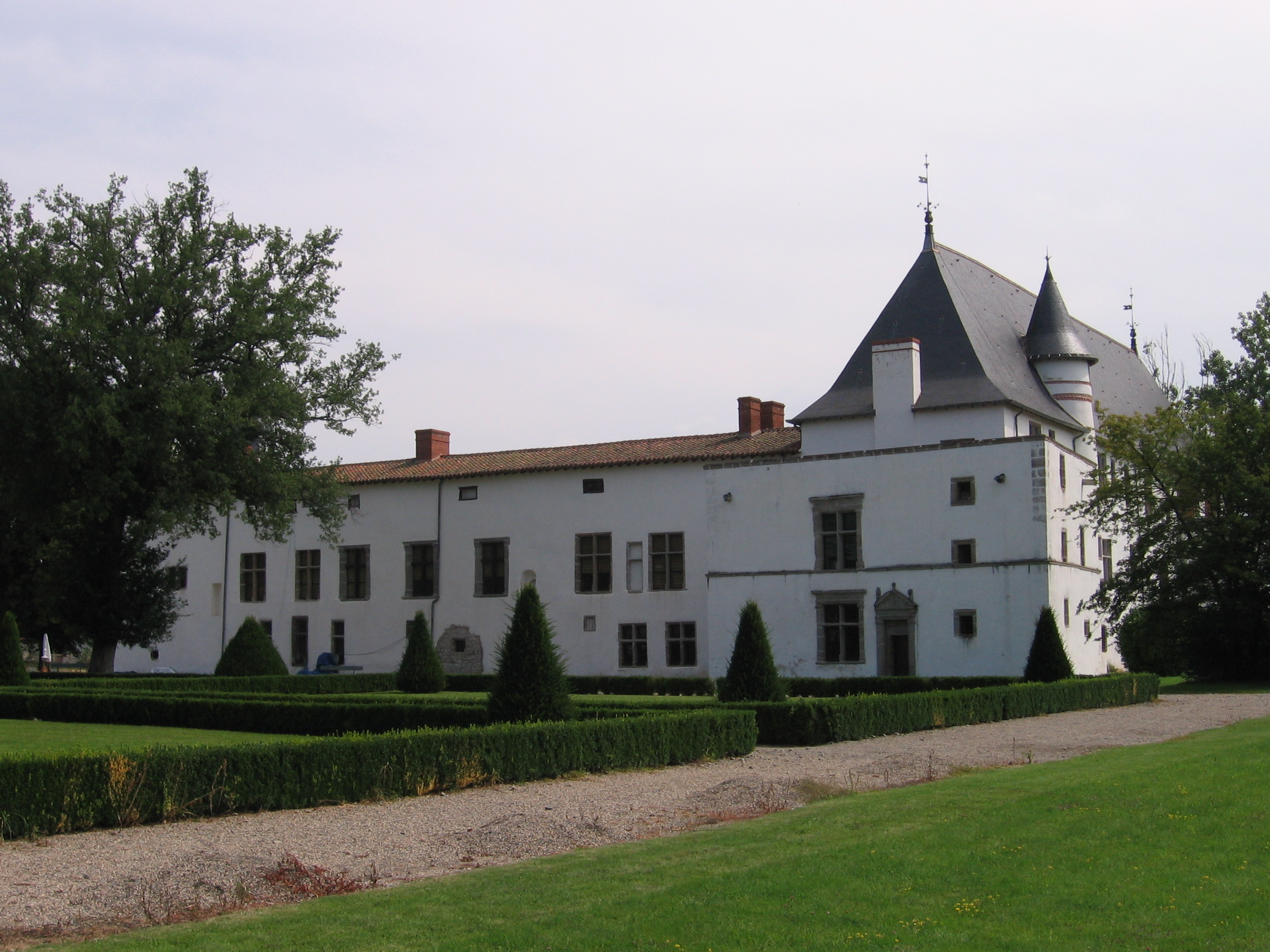
Façade ouest.

Au XVe siècle, Pierre II d'Urfé y adjoint un deuxième corps de bâtiment (que l'on voit couvert d'ardoise sur les photos).
L'ensemble a ensuite été transformé par son fils Claude d'Urfé (1501-1558), ambassadeur de François Ier puis de Henri II au concile de Trente, puis auprès du pape, et pour finir gouverneur du Dauphin. Il s'inspira de ses séjours en Italie et des réalisations royales pour aménager à partir de 1547 sa demeure en un joyau de la Renaissance italienne et française (art nouveau au XVIe siècle) et devenir le fleuron du Forez.
Claude d'Urfé a voulu exprimer à travers l’architecture et les décors de la Bâtie, différentes idées : son amour pour sa femme Jeanne de Balsac d'Entraigues, petite-fille de Robert et de Louis Malet de Graville, sa passion pour les arts ainsi que pour la connaissance et la pensée philosophique. Il a passé commande à des artistes (dont nombre ne sont pas identifiés) pour l’embellir.
Honoré d'Urfé, petit-fils de Claude, séjourna dans sa jeunesse à la Bâtie d'Urfé où il fait se dérouler, ainsi que dans les environs, aux bords du Lignon du Forez, L'Astrée, premier roman fleuve de la littérature française.
On retrouve d'ailleurs des lieux réels des environs du château dans cet ouvrage puisque Honoré d'Urfé plaça la Bâtie et ses environs au centre de son roman. On peut retrouver depuis les fenêtres de cette demeure un cadre évoqué par l’écrivain : le bocage, les bords du Lignon, les Monts du Soir (monts du Forez). Dans le parc, la Fontaine de la Vérité d’Amour y a été restaurée, semblable à celle qu’Adamas avait fait dresser par Céladon.

Caroline Élisabeth Lagrange (1806-1870), épouse du 2e duc de Cadore, Franz Xaver Winterhalter, 1821.

En 1836, la Bastie d’Urfé est achetée par Caroline de Lagrange (1806-1870), fille du comte Joseph Lagrange (1763-1836), duchesse de Cadore, épouse de Louis Alix de Nompère de Champagny. La nouvelle propriétaire s'adresse, en vain, à Prosper Mérimée pour introduire le château au classement au titre des monuments historiques.

### DuXXesiècleà nos jours
Sauvé de la ruine en 1909 par la Société historique et archéologique du Forez, la Diana, il est classé monument historique depuis le 25 octobre 1912.
D’importants travaux réalisés par le Conseil général de la Loire depuis 1990 ont permis d’améliorer considérablement l’image de la Bâtie ainsi que l’accueil des visiteurs. En sept ans (de 2001 à 2007), le Conseil général a engagé pour 1 140 000 euros de travaux pour redonner vie à ce site majeur de la Loire.

## Présentation architecturale

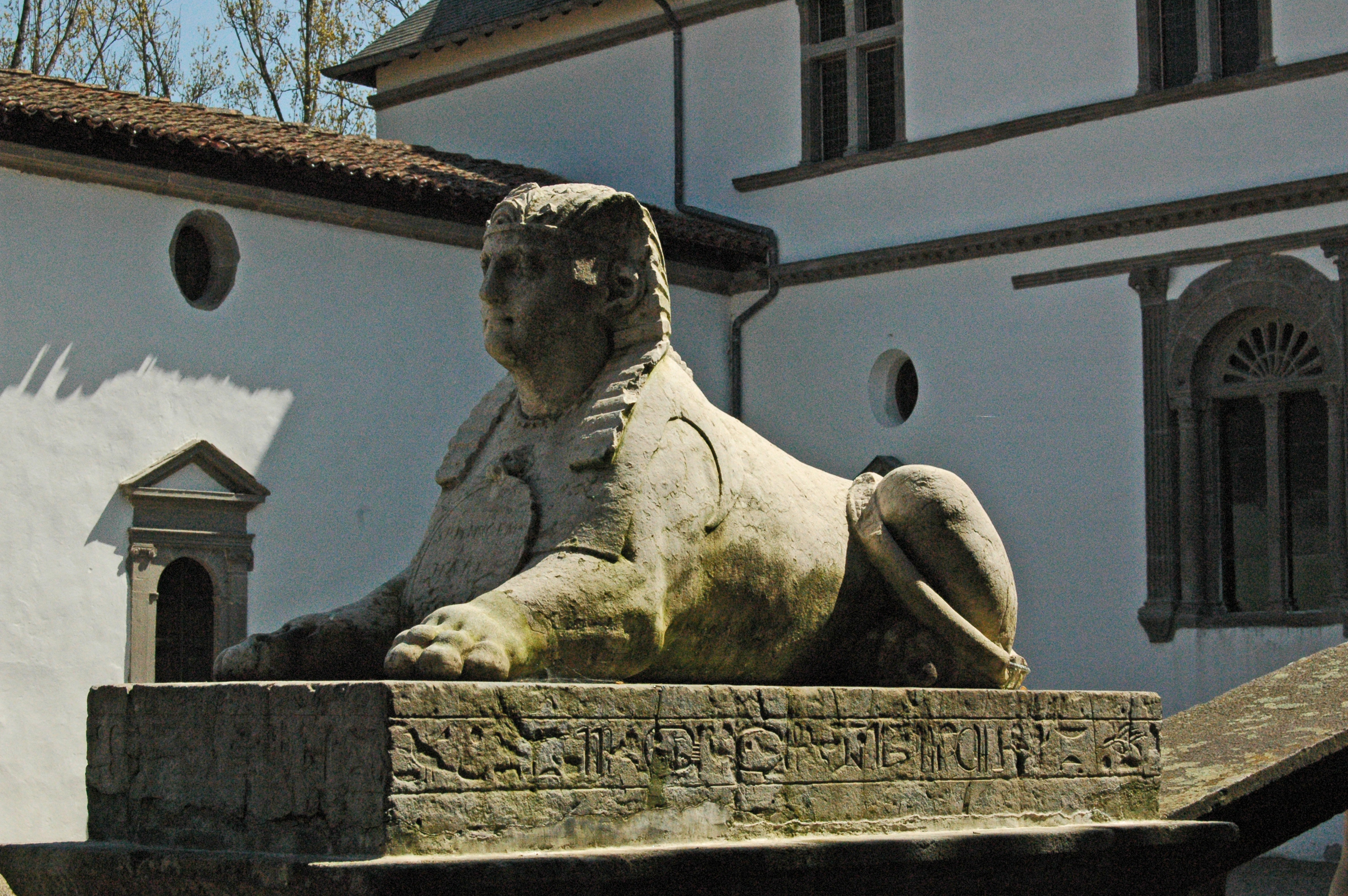
Sphinx « gardant » l'accès à la rampe cavalière (copie de l'original).

La maison forte était le plus ancien aspect de la Bâtie d'Urfé  (XIVe siècle). Un donjon a lui a été adjoint (XIVe siècle) à son extrémité nord. Vers 1460-70, la maison forte est agrandie au sud par l'ajout d'un nouveau bâtiment (que l'on voit couvert d'ardoise sur les photos). Outre la modification de ces deux bâtiments, Claude d'Urfé a fait construire (1555) deux bastions et un corps de garde . Les douves sont alimentées par le bief de dérivation des eaux du Lignon. XIVe siècle
Le château offre un ensemble remarquable : la loggia aux douze colonnes, la rampe cavalière « gardée » par un sphinx, le corps de garde.
La grotte des fraîcheurs fait la singularité de l'édifice ; seule grotte artificielle de la Renaissance encore conservée en France, ses ornements d'inspiration mythologique sont réalisés avec des petits galets, des coquillages, et des sables de couleur. La restauration menée à bien en 2008 a redonné leur lustre à tous les éléments qui la composent. La grotte peut être considérée comme le vestibule de la non moins remarquable chapelle.
La chapelle coiffée de gypseries est décorée de onze peintures (1549-1550) dues à Girolamo Siciolante. Le sol était pavé de faïences (1557) de Masséot Abaquesne ; ce pavement a été dispersé au XIXe siècle au sein de plusieurs collections publiques ou privées, parmi lesquelles le musée du Louvre expose la partie la plus remarquable (pavement de la marche de l'autel). Les boiseries (1548) composées de bas-reliefs et de marqueteries ont quitté la Bâtie à la fin du XIXe siècle ; elles font partie des collections du Metropolitan Museum of Art depuis 1942, .

La plupart des œuvres étaient dues à des artistes italiens, mais aussi à des artisans du Forez.

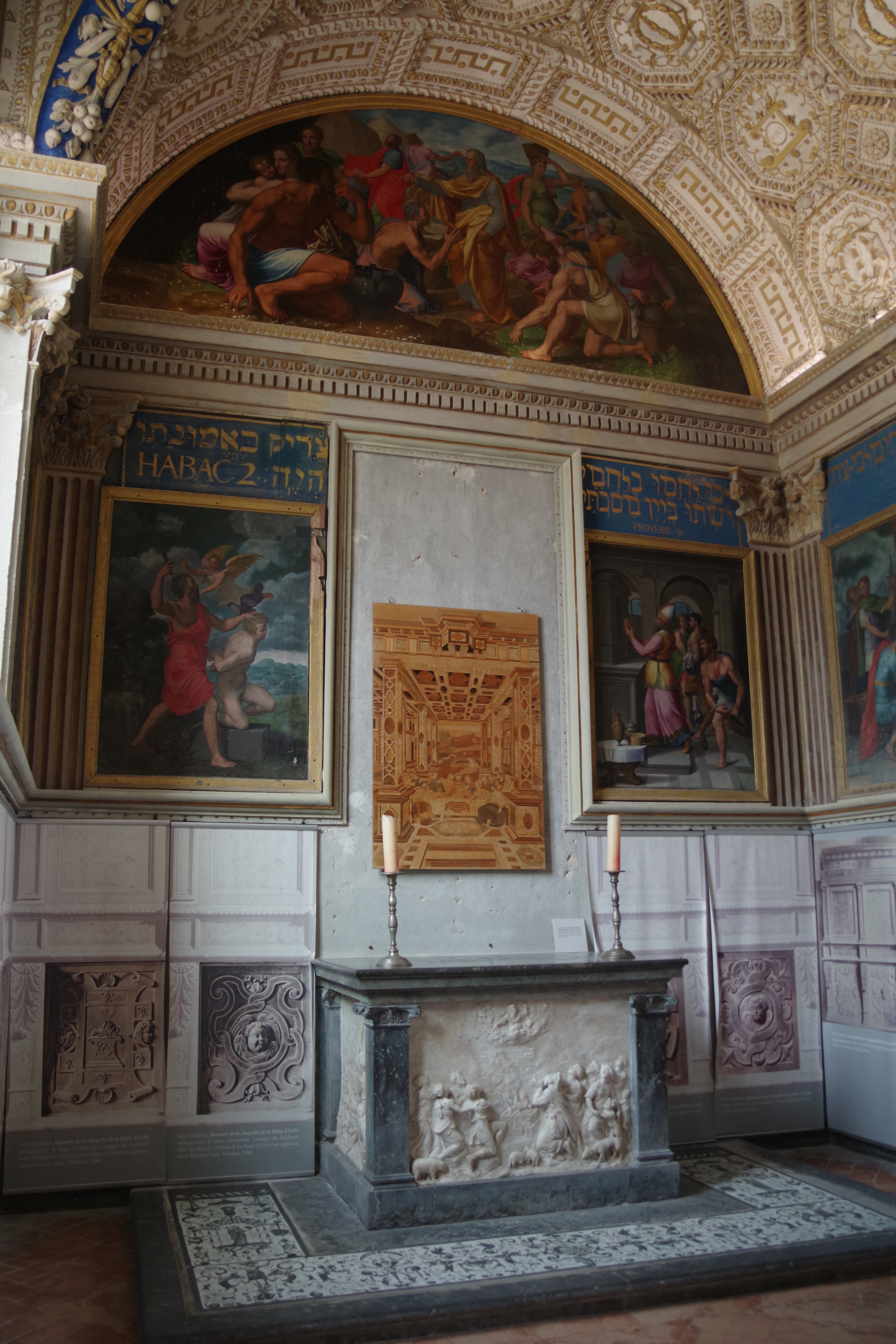
La chapelle.
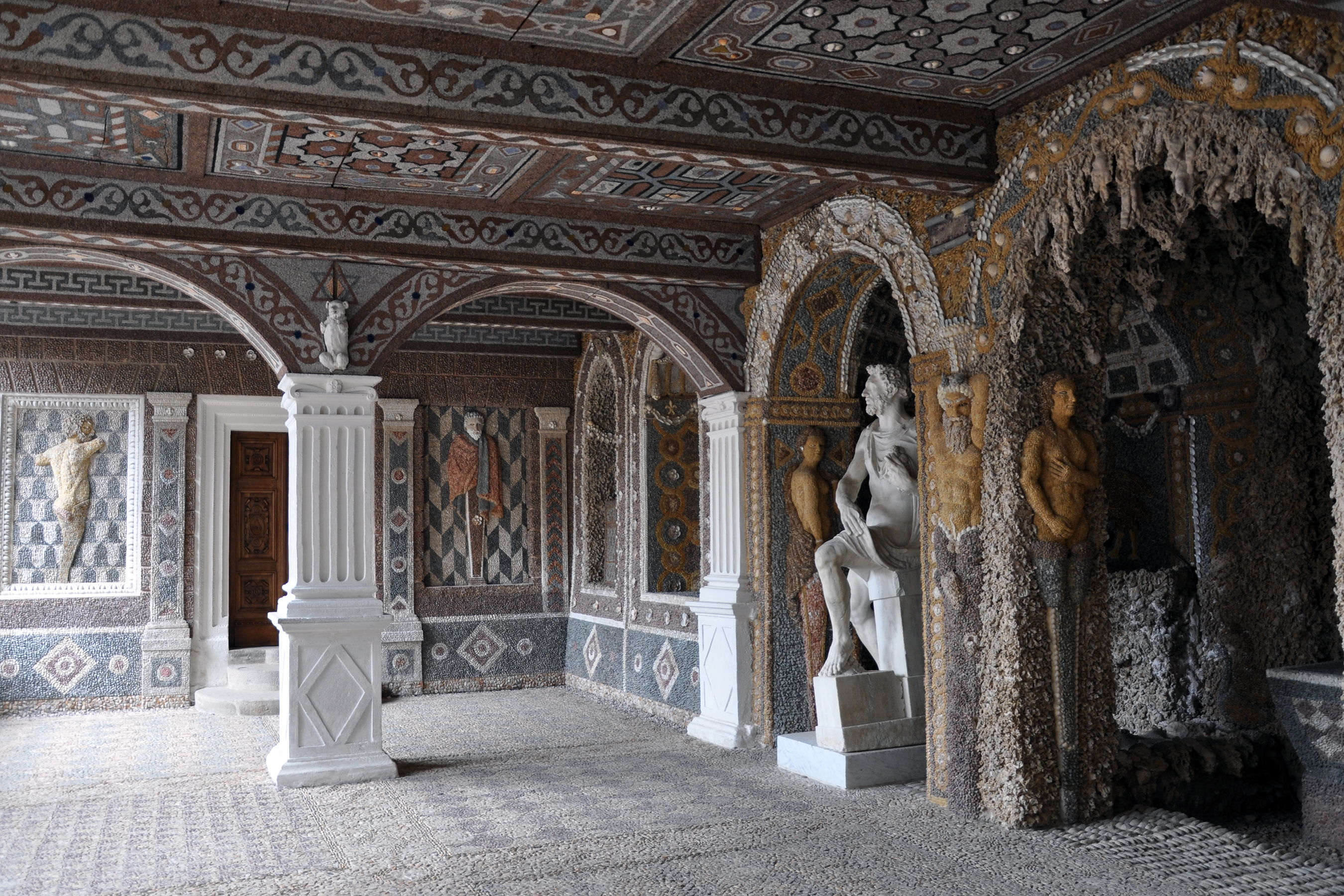
La grotte.
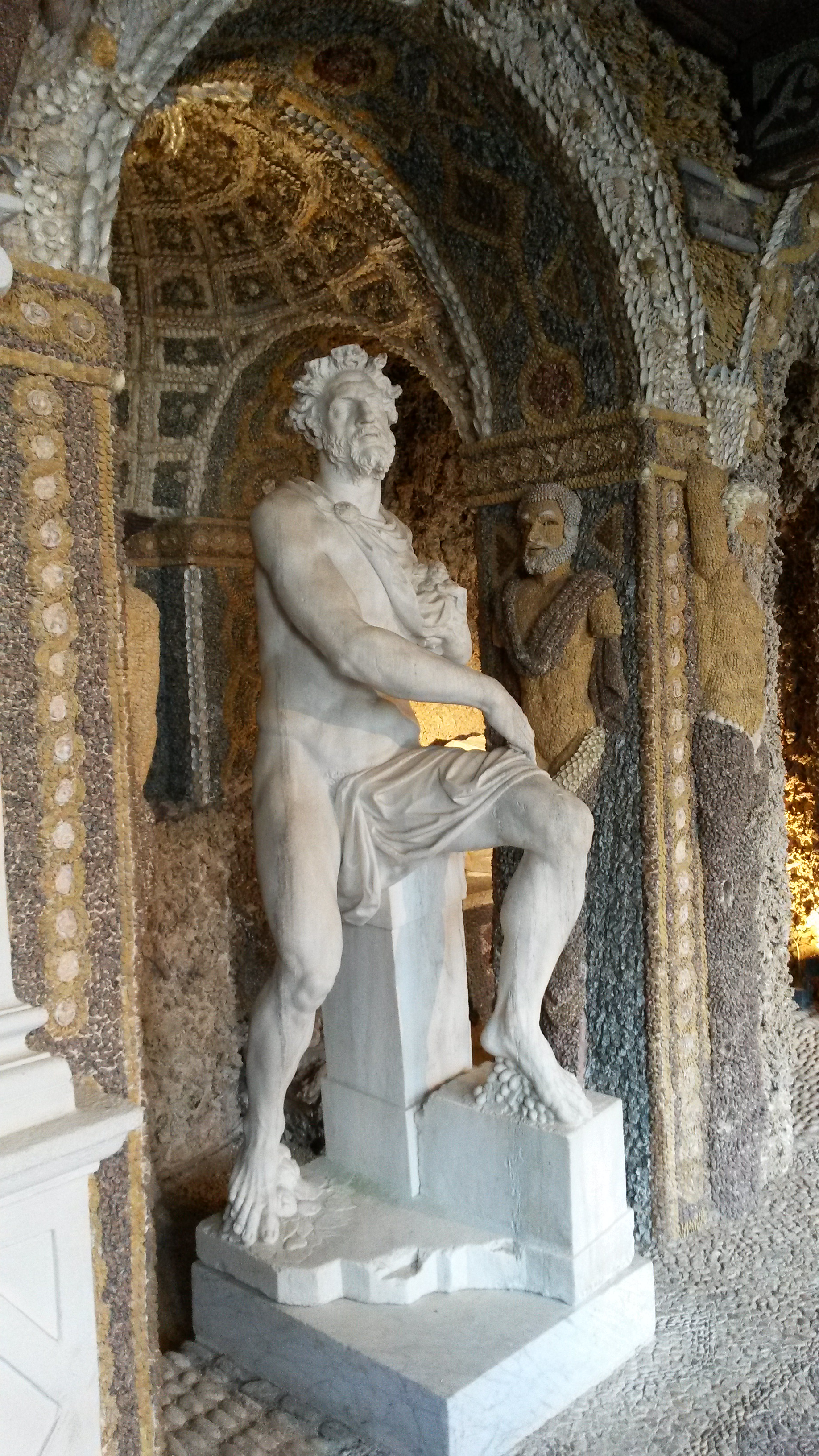
Grotte des fraîcheurs, avec une statue en marbre de Vertumne, dieu des esprits des jardins et des vergers.
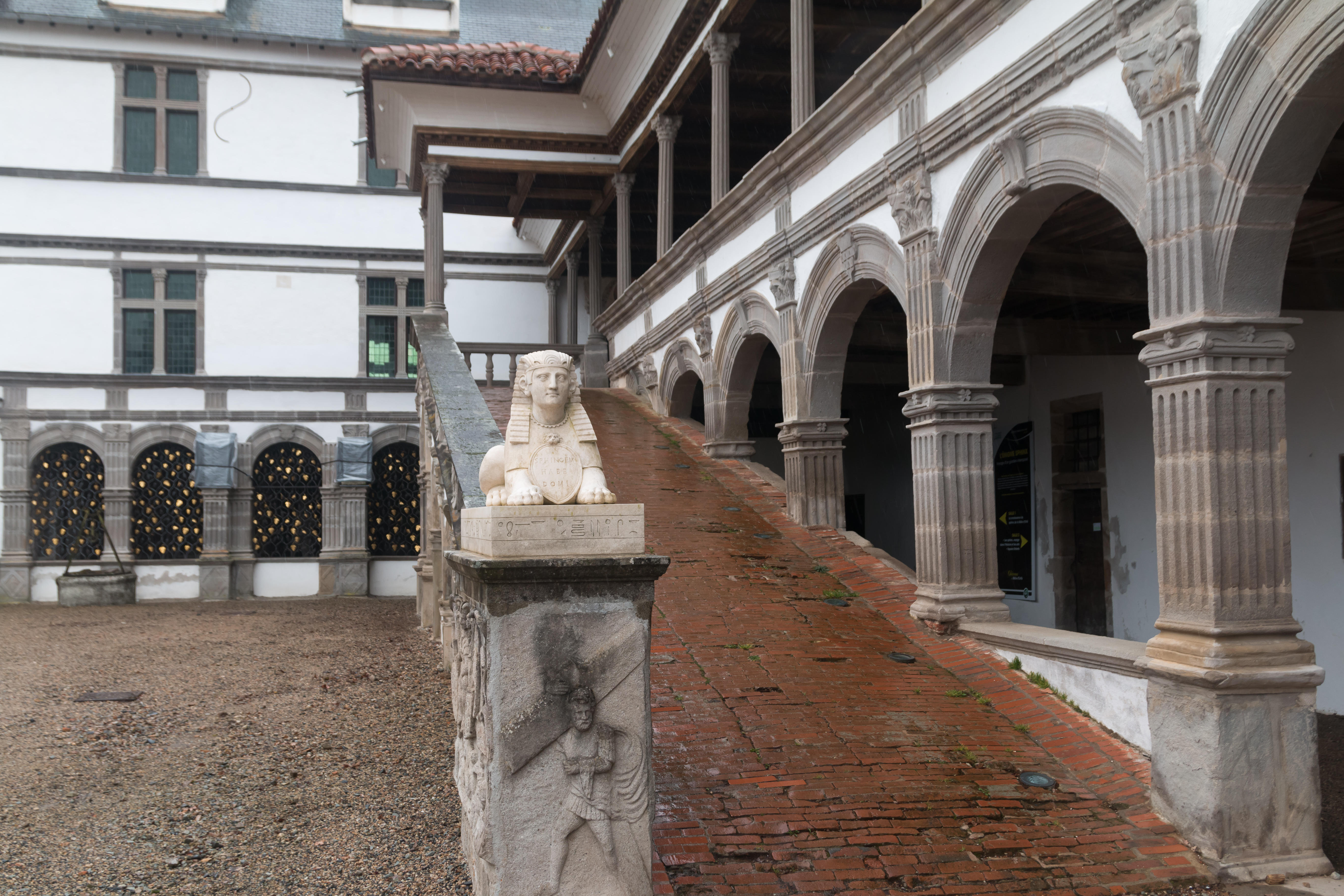
La rampe et le sphynx.

## Jardins
Le jardin du château de la Bâtie d'Urfé est inscrit au pré-inventaire des jardins remarquables.

Les recherches archéologiques menées par Anne Allimant-Verdillon à la Bastie de 1993 à 1998 ont permis de mieux connaître les travaux menés lors de la création du jardin de Claude d'Urfé dans les années 1550 ainsi que la configuration générale du site. Le sous-sol du jardin abrite encore l'ingénieux système de guidage des eaux de la nappe phréatique mis en place au milieu du XVIe siècle : guidées en profondeur sur un lit d'argile, les eaux issues du petit canal du jardin (ou bief) arrosent les plantes par capillarité et alimentent également bassins et douves.

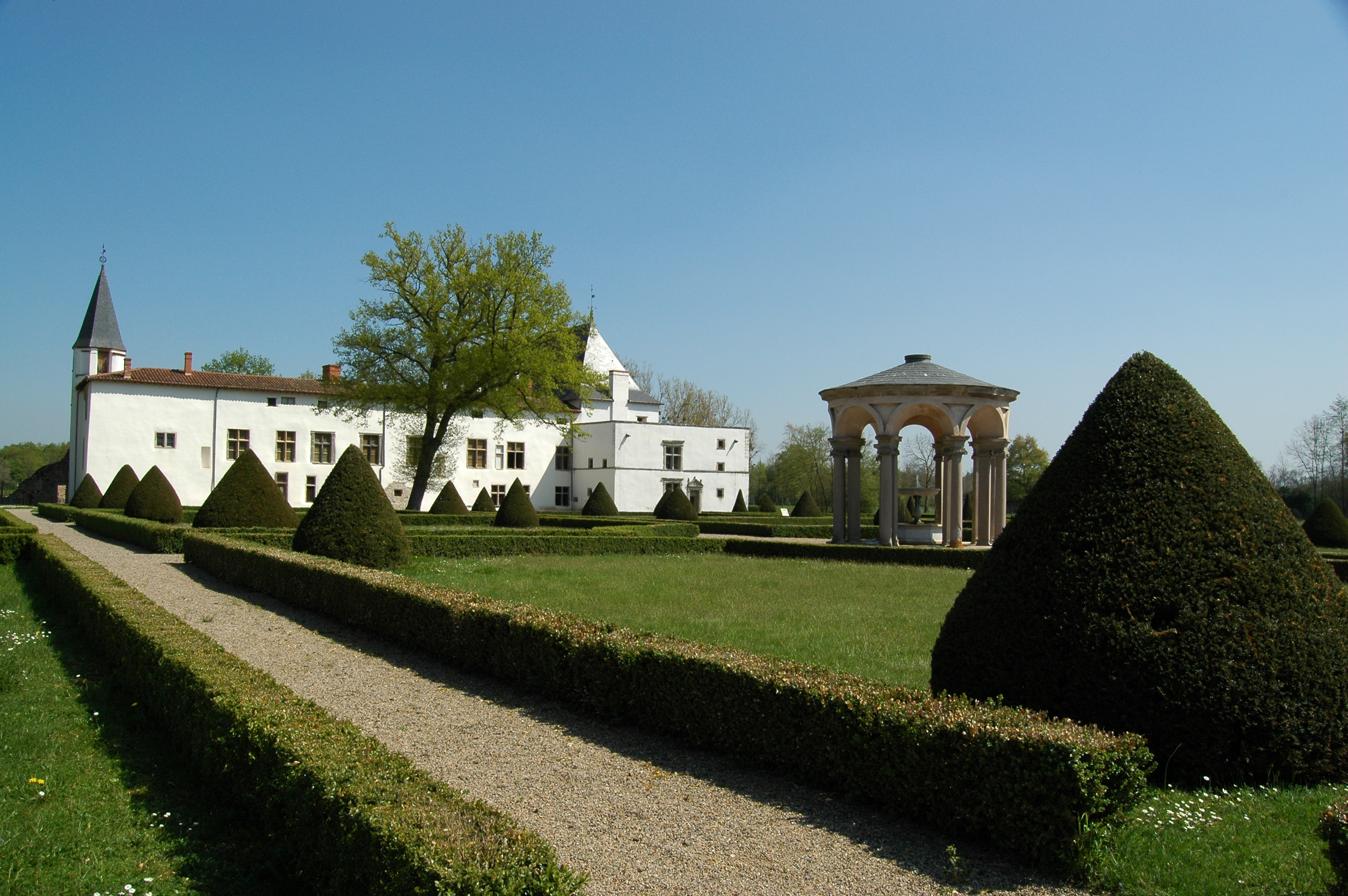
Les jardins et la gloriette de la Bâtie d'Urfé.

Les jardins du XVIe siècle étaient à l'origine situés à l'ouest et au sud du château, bordés partiellement par un canal en amont du Lignon du Forez. 16 parterres de buis divisés en compartiments géométriques et symétriques ont été en partie restaurés à partir des années 1950, sur la base d'un plan géométral du domaine dessiné en 1804. La gloriette a retrouvé sa fontaine de marbre clair (la « Fontaine de vérité d’amour » de L'Astrée) en 1998. Quant au fragment de pergola située le long du mur de clôture ouest, il a été reconstitué sur la base des découvertes archéologiques faites en 1994 (éléments architecturaux mis au jour dans le bief). La parcelle située au sud-ouest abritait sans doute à l'origine un labyrinthe de coudriers.

## Musée
La collection est exposée dans les appartements accessibles depuis la rampe cavalière. Les pièces présentent une décoration d'époque, notamment des exemples de plafond à la fougère, typique du Forez, et de plafond à la française. Elles sont meublées et décorées de tapisseries.

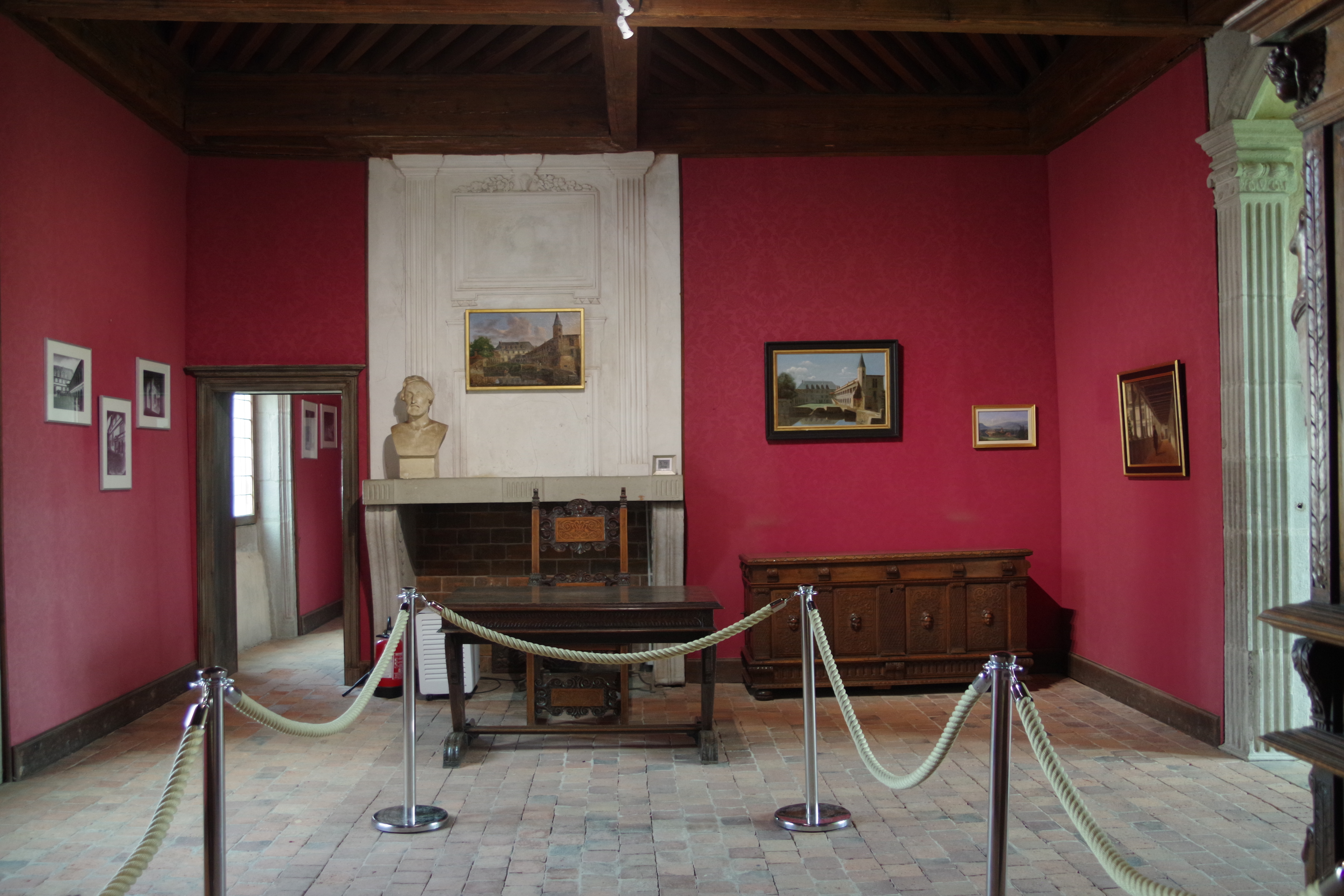
La bibliothèque.
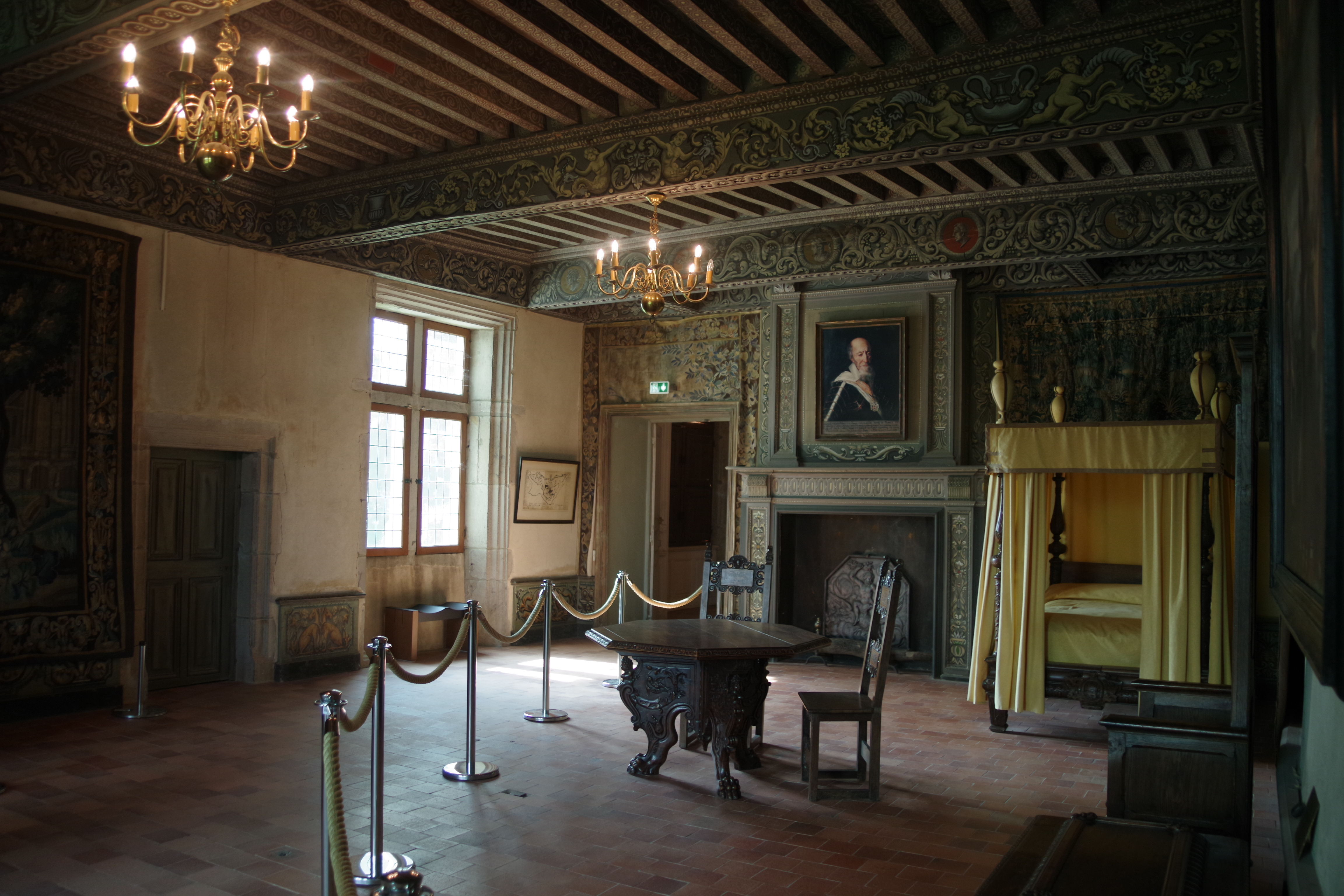
La chambre.
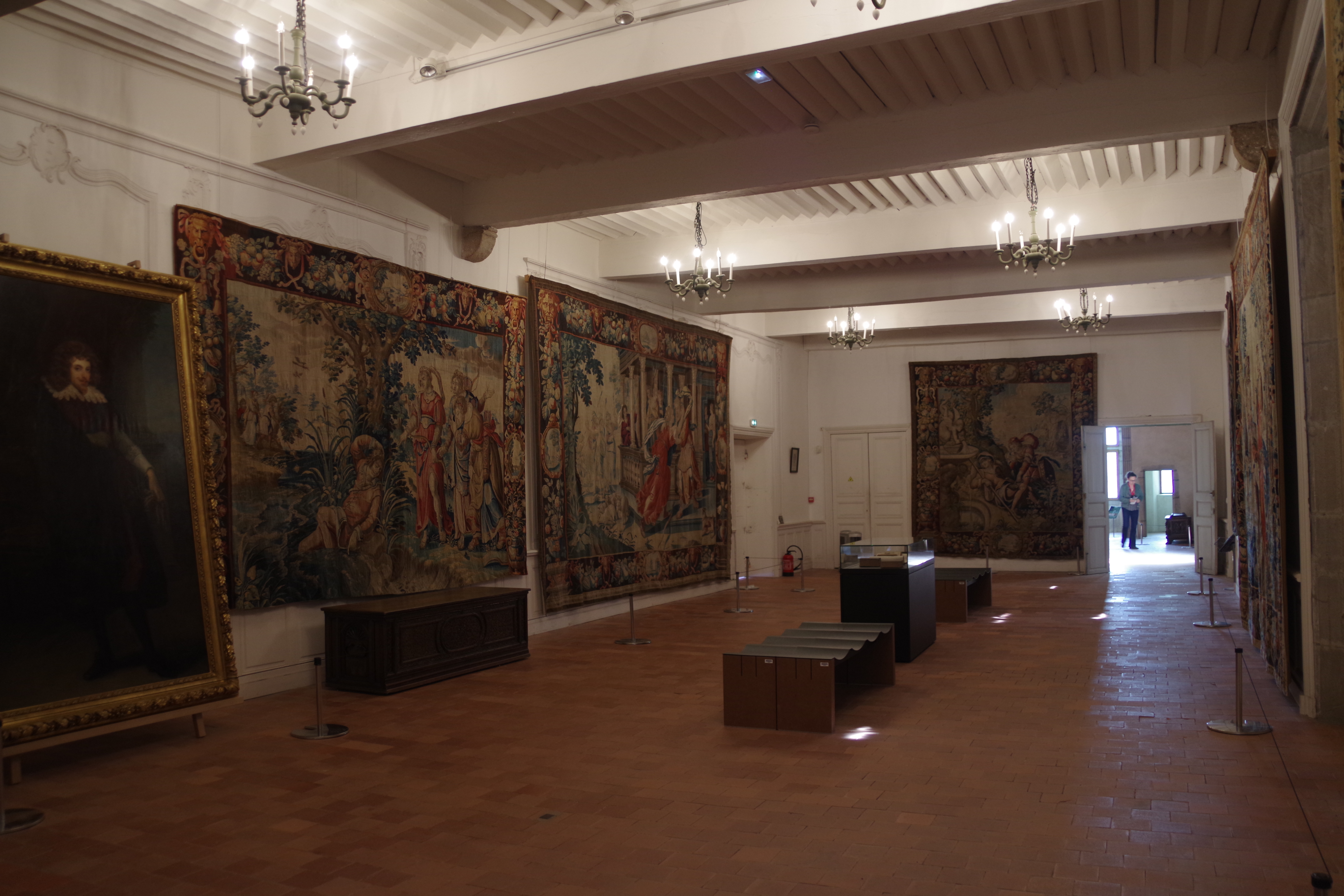
Le grand salon.
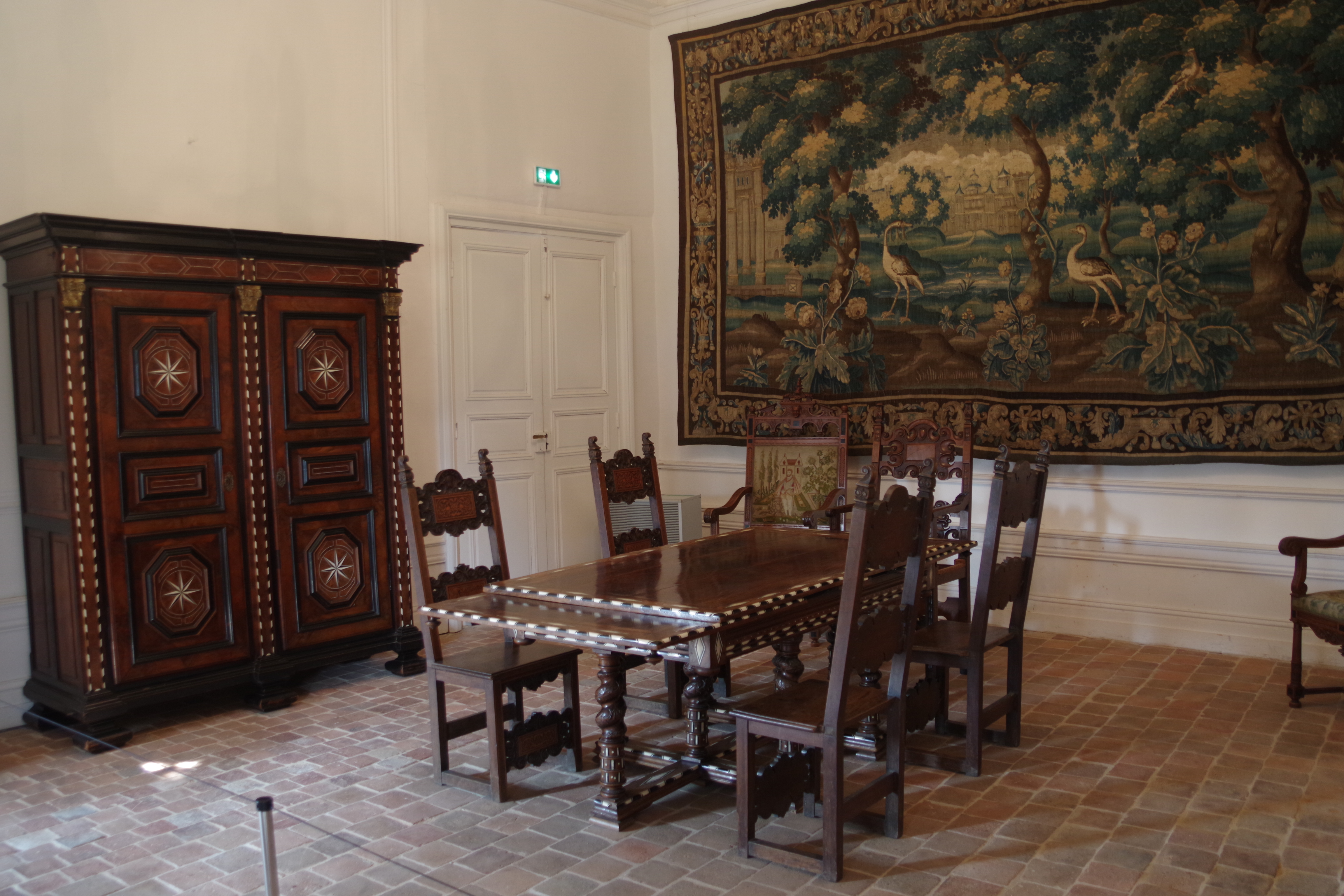
Le petit salon.
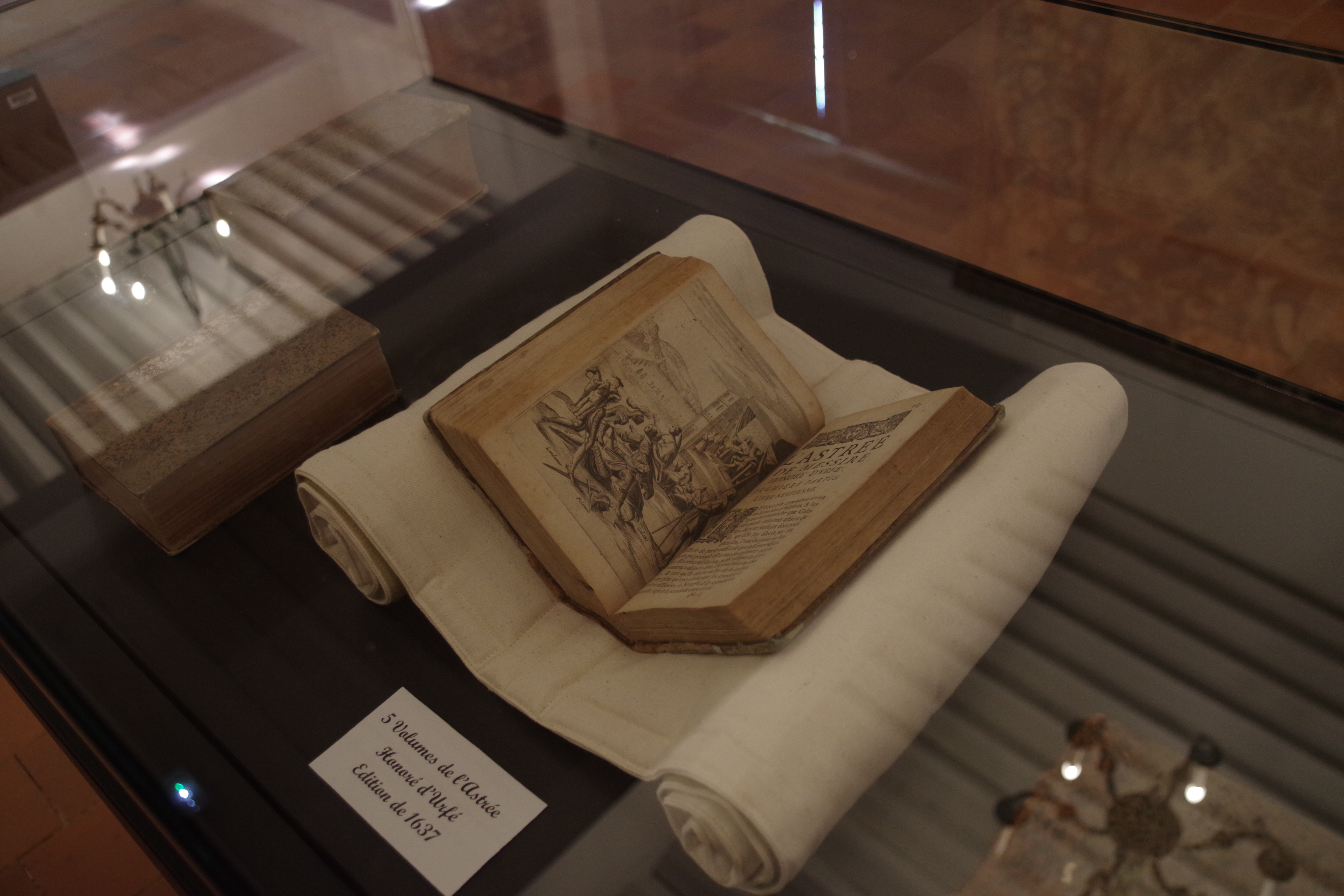
Edition de 1637 de l'Astrée.
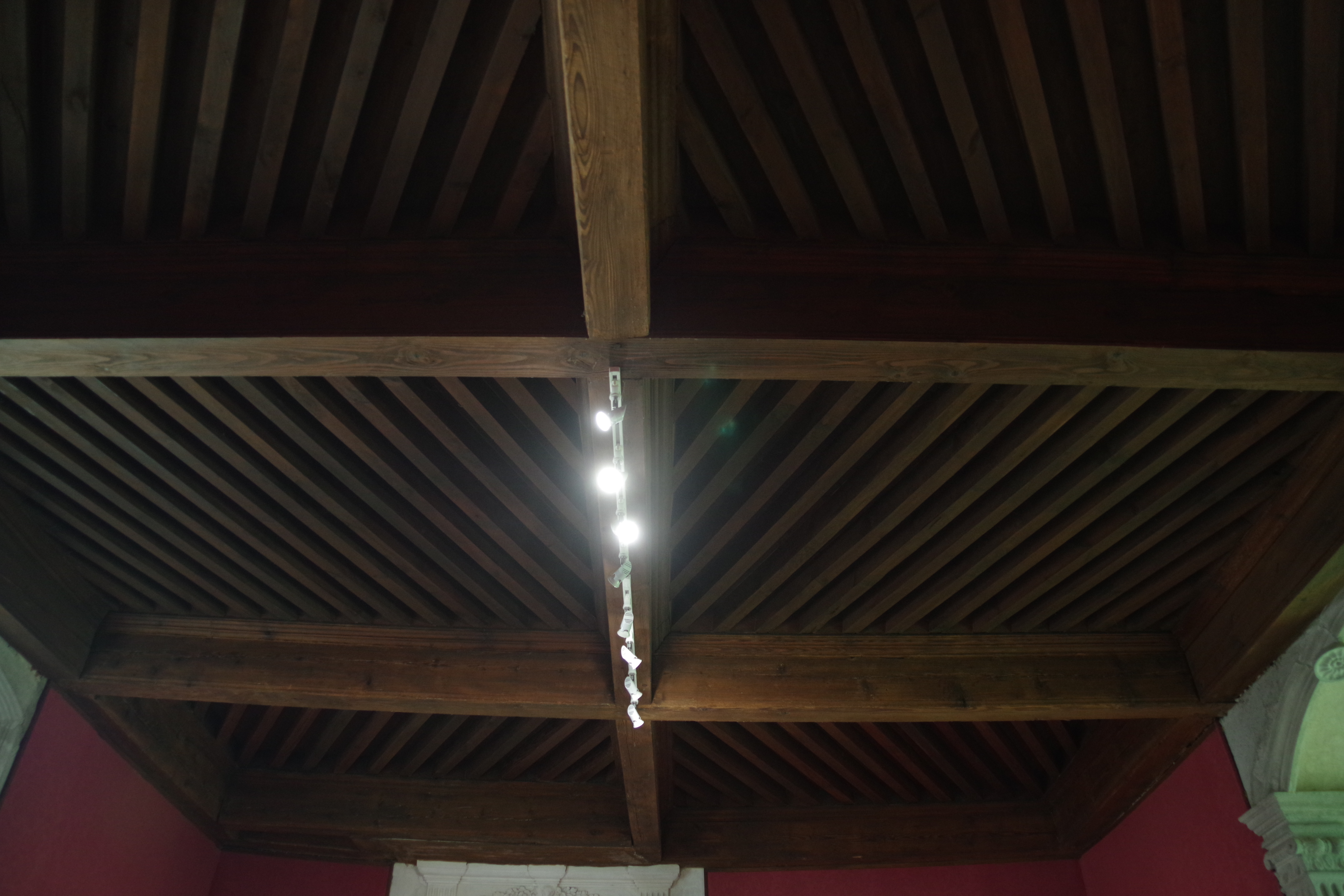
Plafond à la fougère.
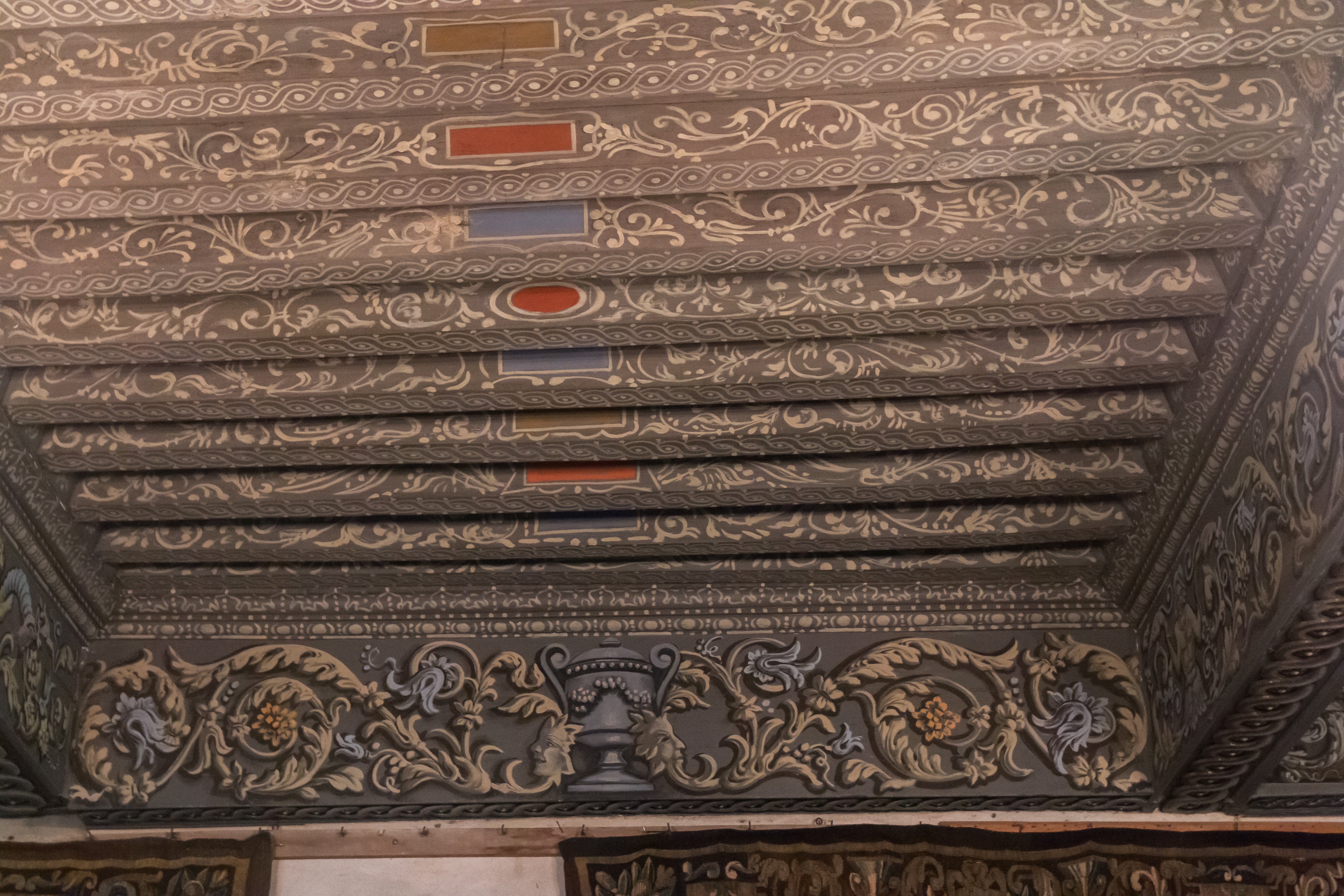
Plafond à la française.

## Spectacles, événements

### Festival l'Estival de la Bâtie
La Bâtie d'Urfé a été le siège de L'Estival de la Bâtie qui avait remplacé le festival des Nuits de la Bâtie et proposait des spectacles au château (les Castellades) et des spectacles dans différents lieux touristiques du département (les Escapades). Il se déroulait au mois de juillet, jusqu'en 2018.

### La Nuit des musées
La Bâtie d'Urfé ouvre également ses portes à la Nuit européenne des musées. De la musique (intermèdes) a parfois accompagné les visites dans les jardins et le château.

### Cyclisme

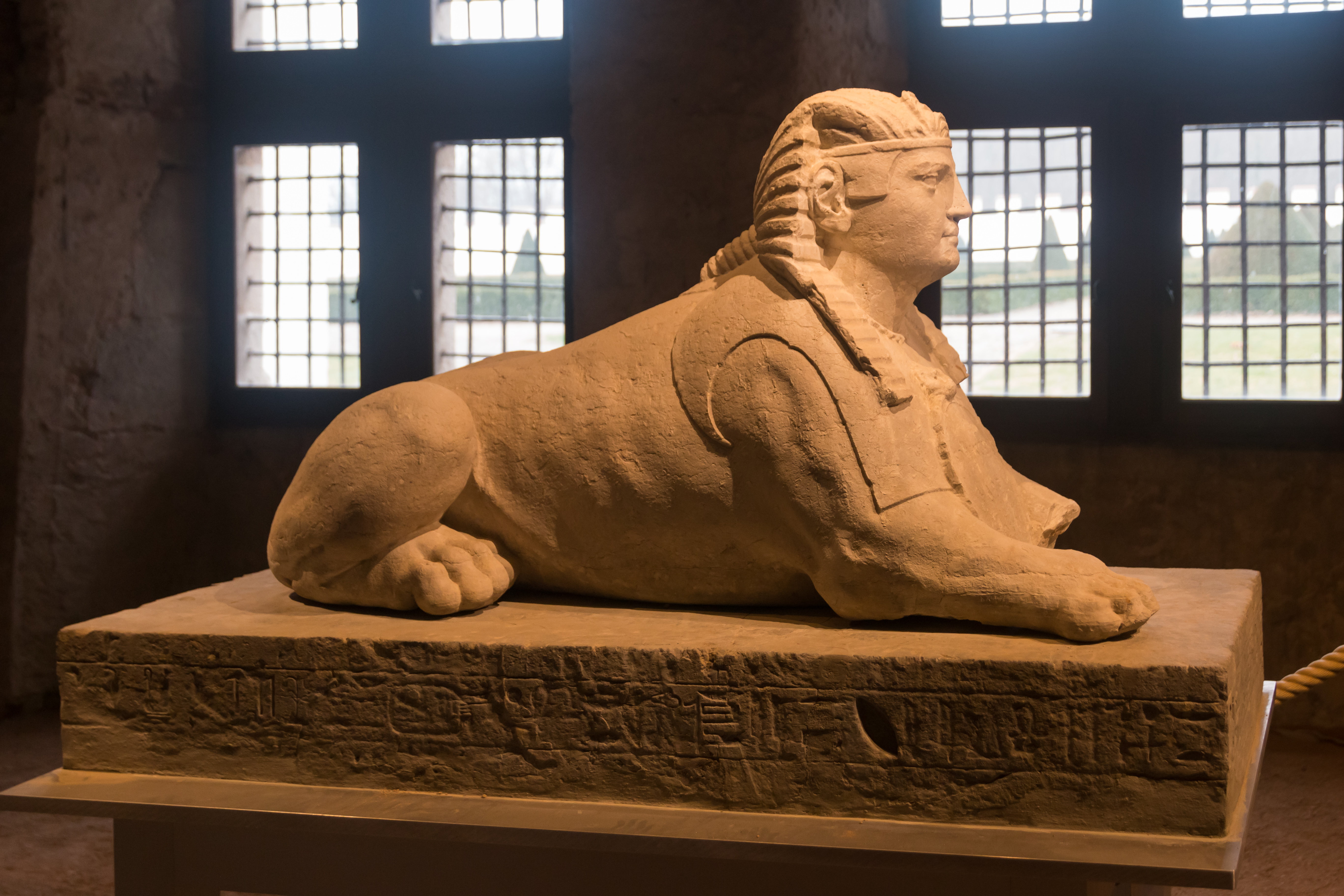
Original du sphinx qui ornait le pilastre de la rampe cavalière.

L'arrivée du contre-la-montre individuel, lors de la 4e étape du Critérium du Dauphiné 2022 se juge au Château de la Bâtie d'Urfé.

### Fréquentation
| 2002   | 2003   | 2004   | 2005   | 2006   | 2007   | 2008   | 2009   | 2010   | 2011   | 2012   | 2013   | 2014   | 2015   | 2016   | 2017   | 2018   | 2019   | 2020  | 2021   |
| ------ | ------ | ------ | ------ | ------ | ------ | ------ | ------ | ------ | ------ | ------ | ------ | ------ | ------ | ------ | ------ | ------ | ------ | ----- | ------ |
| 15 456 | 14 334 | 13 619 | 12 461 | 11 344 | 14 378 | 28 853 | 27 376 | 25 557 | 25 737 | 26 799 | 25 156 | 28 262 | 26 343 | 27 885 | 25 800 | 27 477 | 23 491 | 8 550 | 11 086 |